# Mancomunitat de la Marina Baixa
La Mancomunitat de la Marina Baixa (oficialment denominada Mancomunitat de Serveis Socials i Culturals Marina Baixa) és una mancomunitat de municipis de la comarca de la Marina Baixa. Aglutina 9 municipis i un total de 10.611 habitants, en una extensió de 220,40 km². Actualment (2007) la mancomunitat és presidida per M. Isabel Ferrandiz Sanchis, del Partit Popular i regidora de l'Ajuntament de Callosa d'en Sarrià.
Les seues competències són Cultura i Serveis socials.

## Municipis
Els pobles que formen la mancomunitat són:
- Beniardà
- Benifato
- Benimantell
- Bolulla
- Callosa d'en Sarrià
- Confrides
- el Castell de Guadalest
- Polop
- Tàrbena